# Elodes apicalis
Elodes apicalis is een keversoort uit de familie moerasweekschilden (Scirtidae). De wetenschappelijke naam van de soort werd in 1866 gepubliceerd door John Lawrence LeConte.